# Fuentes de Rubielos (kommunhuvudort)
Fuentes de Rubielos är en kommunhuvudort i Spanien.   Den ligger i provinsen Provincia de Teruel och regionen Aragonien, i den östra delen av landet, 260 km öster om huvudstaden Madrid. Fuentes de Rubielos ligger 942 meter över havet och antalet invånare är 129.
Terrängen runt Fuentes de Rubielos är kuperad, och sluttar söderut. Runt Fuentes de Rubielos är det mycket glesbefolkat, med 4 invånare per kvadratkilometer. Närmaste större samhälle är Rubielos de Mora, 4,0 km nordväst om Fuentes de Rubielos. 